# Grupa tosylowa

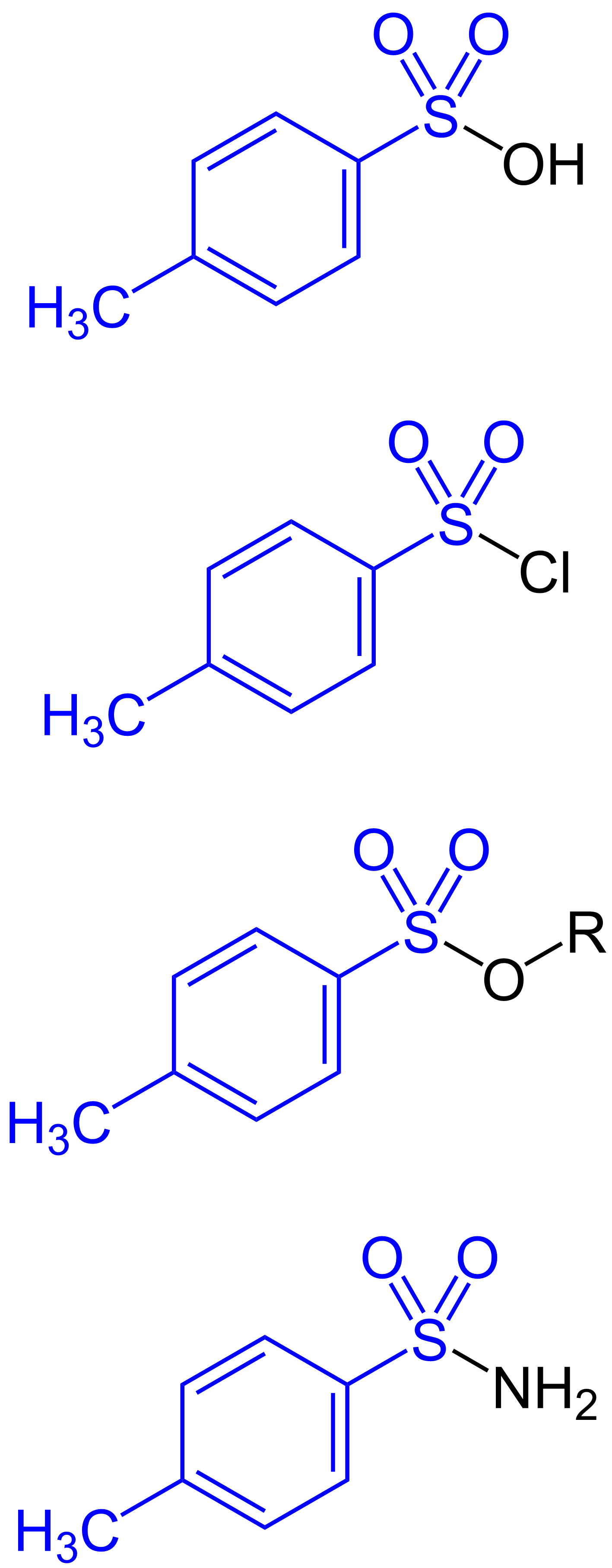
Grupa tosylowa (fragment w kolorze niebieskim) z różnymi podstawnikami. Od góry: kwas tosylowy, chlorek tosylu, ester tosylowy, amid kwasu tosylowego

Grupa tosylowa, tosyl, p-toluenosulfonyl (skrót: Ts lub Tos) – grupa funkcyjna wywodząca się z kwasu tosylowego, czyli p-toluenosulfonowego. Zawiera grupę sulfonylową przyłączoną do  pierścienia toluenu w pozycji para. 
Estry tosylowe (tosylany) są nietrwałe i reaktywne. Rozkładają się one w kontakcie z wilgocią z powietrza oraz są wrażliwe na działanie światła dziennego. 
Tosylany alkoholi I- i II-rz można otrzymać w formie czystej, natomiast pochodne alkoholi III-rz są zbyt nietrwałe. Otrzymuje je się zazwyczaj w reakcji alkoholu z chlorkiem tosylu w pirydynie:
ROH + TsCl + Py → ROTs + Py·HCl
W syntezie organicznej związki te są stosowane w reakcjach substytucji nukleofilowej, gdyż tosylan (TsO−) jest bardzo dobrą grupą odchodzącą, w przeciwieństwie do anionu hydroksylowego OH−:
ROH + :Nu– –×→ RNu + OH–
ROH _TsCl/Py_͕ ROTs _:Nu–_͕ RNu + TsO–
gdzie :Nu– to atakujący nukleofil
Reakcja podstawienia tosylanu jest typu SN2 i zachodzi ona z inwersją konfiguracji na alkoholowym atomie węgla, np.:
(R)-Me(Et)CHOH _TsCl/Py_͕ (R)-Me(Et)CHOTs _:OH–_͕ (S)-Et(Me)CHOH + TsO–
W syntezie organicznej grupa tosylowa jest stosowana także jako grupa ochronna dla grup aminowych.
Trwałość związków arylosulfonowych można polepszyć stosując pochodne o zwiększonej zawadzie sterycznej (np. grupę 2,4,6-triizopropylobenzenosulfonylową, TPS). 